# Nathan Lane
Nathan Lane, geboren als Joseph Lane (Jersey City, 3 februari 1956) is een Amerikaans acteur. Hij werd in 1997 genomineerd voor een Golden Globe voor zijn rol in The Birdcage en nogmaals in 2006 voor The Producers. Voor de Broadway-versie van The Producers won hij in 2002 een Grammy Award voor beste musical. Hij won daadwerkelijk een American Comedy Award voor The Birdcage en Daytime Emmy Awards voor het inspreken van de stemmen van Timon voor Timon and Pumbaa en Scott Leadready II voor Teacher's Pet.
Lane's stemrol als Timon, in 1995 met een Emmy beloond, was niet de eerste en ook niet de laatste waarin hij de stem van het geanimeerde stokstaartje insprak. Zo 'speelde' hij hem eerder in The Lion King en na '95 ook in The Lion King II: Simba's Pride, The Lion King 1½ en Once Upon a Studio. Tevens sprak Lane de stem in van onder meer de witte kat Snowbell in Stuart Little, Stuart Little 2 en Stuart Little 3: Call of the Wild.

## Filmografie

### Film
*Exclusief televisiefilms tenzij aangegeven
| - Once Upon a Studio (2023, stem in korte film) - National Theatre Live: Angels in America Part Two - Perestroika (2017) - National Theatre Live: Angels in America Part One - Millennium Approaches (2017) - Sidney Hall (2017) - No Pay, Nudity (2016) - Carrie Pilby (2016) - The English Teacher (2013) - Mirror Mirror (2012) - The Nutcracker in 3D (2010) - I'm Still Here (2010) - Astro Boy (2009, stem) - Swing Vote (2008) - A Muppets Christmas: Letters to Santa (2008) - The Producers (2005) - Stuart Little 3: Call of the Wild (2005) - The Lion King 1½ (2004) - Win a Date with Tad Hamilton! (2004) - Teacher's Pet (2004, stem) - Nicholas Nickleby (2002) - Austin Powers in Goldmember (2002) | - Stuart Little 2 (2002, stem) - Trixie (2000) - Titan A.E. (2000, stem) - Love's Labour's Lost (2000) - Isn't She Great (2000) - Stuart Little (1999, stem) - At First Sight (1999) - The Lion King II: Simba's Pride (1998, stem) - Mousehunt (1997) - Timon and Pumbaa's Wild Adventure: Live and Learn (1997) - The Birdcage (1996) - Jeffrey (1995) - The Lion King (1994, stem) - Addams Family Values (1993) - Life with Mikey (1993) - Frankie and Johnny (1991) - He Said, She Said (1991) - The Lemon Sisters (1990) - Joe Versus the Volcano (1990) - Ironweed (1987) |

### Televisieseries
*Exclusief eenmalige gastrollen
- Monsters: The Lyle and Erik Menendez Story - Dominick Dunne (2024, vijf afleveringen)
- American Crime Story - F. Lee Bailey (2016, tien afleveringen)
- The Good Wife - Clarke Hayden (2012-2014, vijftien afleveringen)
- Modern Family - Pepper Saltzman (2010-2020)
- Teacher's Pet - Scott Leadready II (2000-2002, ? afleveringen)
- George and Martha - George (1999-2000, 27 afleveringen)
- Encore! Encore! - Joseph Pinoni (1998-1999, twaalf afleveringen)
- Timon and Pumbaa - Timon (1995, vier afleveringen)
- The Days and Nights of Molly Dodd - Bing Shalimar (1989-1991, vier afleveringen)

- Bibsys: 2127824
- Biblioteca Nacional de España: XX1296374
- Bibliothèque nationale de France: cb141962869 (data)
- Catàleg d'autoritats de noms i títols de Catalunya: 981058513680206706
- Gemeinsame Normdatei: 134802896
- International Standard Name Identifier: 0000 0000 6302 8423
- Library of Congress Control Number: n96038144
- MusicBrainz: 6744daab-306b-483c-81c3-d4f7cafd90df
- Nationale Bibliotheek van Tsjechië: xx0154982
- Nationale bibliotheek van Australië: 35549841
- Nationale Bibliotheek van Israël: 987007422786005171
- Nederlandse Thesaurus van Auteursnamen: 173459676
- SNAC: w6vh5qc8
- Système universitaire de documentation: 103371567
- Virtual International Authority File: 76525540
- WorldCat: E39PBJjmMYQH4x8RFV7rjvTmBP